# 石井健 (医学者)
石井 健（いしい けん、Ken ISHII）は、日本の医師、医学者。東京大学医科学研究所感染免疫部門ワクチン科学分野教授（分野長）、東京大学医科学研究所国際ワクチンデザインセンター長（兼任）、東京大学新世代感染症センター副センター長（兼任）。
専門はワクチン科学、免疫学など。

## 略歴
兼任、併任含む
- 1993年3月、横浜市立大学医学部 卒業
- 1993年4月 - 1995年3月、横浜市立大学附属病院 研修医
- 1995年4月 - 1996年3月、横浜市立大学附属病院 麻酔科 医師（救急医療も従事）
- 1996年4月 - 1999年、横浜市立大学大学院医学研究科 博士課程（中退）
- 1996年10月 - 2003年9月、アメリカ食品医薬品局生物製剤評価研究センター ワクチン部門 客員研究員を経て臨床試験審査官
- 2003年10月 - 2008年、科学技術振興機構 ERATO審良自然免疫プロジェクト グループリーダー
- 2006年 - 2010年3月、大阪大学微生物病研究所 分子原虫学分野 准教授
- 2007年 - 2010年、大阪大学免疫学フロンティア研究センター 准教授
- 2010年4月 - 2018年12月、大阪大学免疫学フロンティア研究センター ワクチン学 特任教授
- 2010年4月 - 2015年3月、医薬基盤研究所 アジュバント開発プロジェクト・リーダー
- 2015年4月 - 2015年9月、医薬基盤・健康・栄養研究所 創薬デザイン研究センター センター長
- 2015年10月 - 2017年3月、日本医療研究開発機構（AMED）戦略推進部 部長
- 2017年4月 - 2018年12月、医薬基盤・健康・栄養研究所 ワクチン・アジュバント研究センター センター長
- 2019年1月 - 現在、東京大学医科学研究所 感染 免疫部門 ワクチン科学分野 教授
- 2019年 - 現在、大阪大学免疫学フロンティア研究センター 招聘教授
- 2019年 - 現在、医薬基盤・健康・栄養研究所 モックアップワクチンプロジェクト 招聘プロジェクトリーダー[6]
- 2022年 - 現在、東京大学医科学研究所 国際ワクチンデザインセンター センター長
- 2022年 - 現在、東京大学新世代感染症センター 副センター長

## 所属学会
- 日本ワクチン学会
- 日本免疫学会
- 日本寄生虫学会

など

## 著書
- 石井健『実験医学 2022年3月号 Vol.40 No.4RNAワクチンの先の基礎研究核酸と生体防御のメカニズムを解き明かす』羊土社、2022年2月。ISBN 978-4-7581-2553-6。

など